# اونیتیس
اونیتیس (نام علمی: Onitis) نام یک سرده از تیره سرگین‌چرخانان است.

## نگارخانه

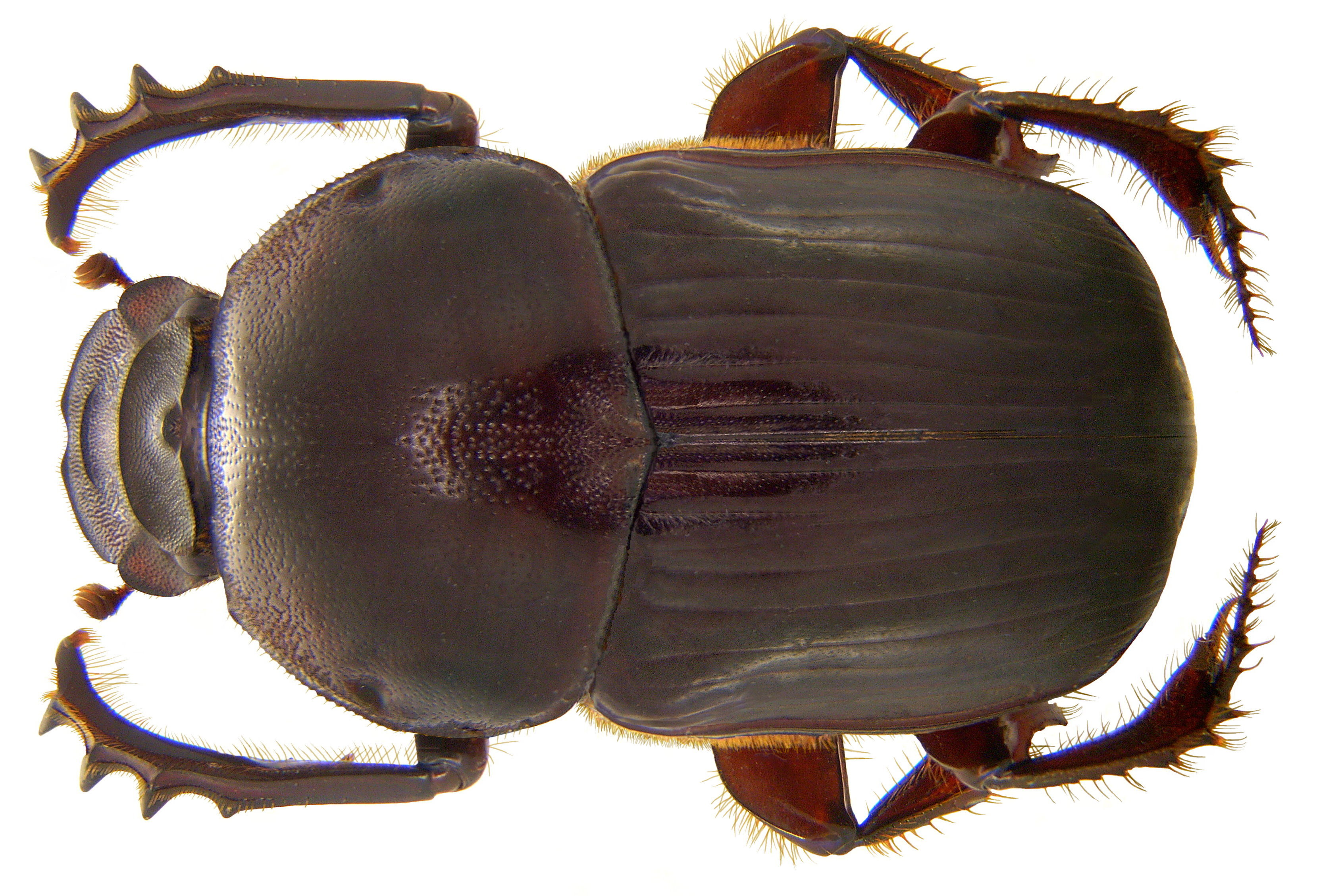